# Pheidole minuscula
Pheidole minuscula är en myrart som beskrevs av Bernard 1953. Pheidole minuscula ingår i släktet Pheidole och familjen myror. Inga underarter finns listade i Catalogue of Life.